# Yin Xiuzhen
Yin Xiuzhen, Kurzzeichen 尹秀珍 (* 1963 in Peking), ist eine chinesische bildende Künstlerin, die sich durch Skulptur, Installation und Performance ausdrückt.

## Leben
Yin (Familienname) studierte Kunst am Department of Fine Arts der Capital Normal University in Peking. 1989 erwarb sie dort den Abschluss Bachelor of Arts im Fach Ölmalerei. In ihrer Karriere als freischaffende Künstlerin, die sie ab den 1990er Jahren beschritt, wurde sie allerdings durch Installationen in menschenleeren Landschaften und Performances bekannt, die durch Fotografien dokumentiert sind. Seit Ende der 1990er Jahre schuf sie aus alten Kleidern, Schuhen, Möbeln und einfachen Baumaterialien wie Zement und Stein große skulpturale und installative Werke, häufig im öffentlichen Raum. Second-Hand-Kleider, oft in Kombination mit technischen Zutaten, fügte sie zu monumentalen Objekten in einer Bildsprache zusammen. Ihre Kunst spielt mit Assoziationen und Erinnerungen, welche den getragenen Textilien sowie den damit geschaffenen Formen und Zeichen anhaften. Seit 1992 ist Yin mit dem bildenden Künstler Song Dong verheiratet, mit dem sie auch gemeinsame Kunstwerke entwickelt. Sie lebt und arbeitet in Peking.

## Werke (Auswahl)
- 1994: The Trees of Parting, als Fotografie dokumentiert
- 1994: Silenced Voice, Installation, als Fotografie dokumentiert
- 1995: Harp, Installation, als Fotografie dokumentiert
- 1995: Washing River, Performance, als Fotografie dokumentiert
- 1996: Ruined City, Installation aus gebrauchten Möbeln und Zementpulver
- 1996: Shoes with Butter (Lhasa, Tibet), Installation, als Fotografie dokumentiert
- 2001 ff.: Portable Cities: Beijing (2001), Singapore (2003), Shenzhen (2008), Urumchi (2008), Jiayuguan (2008), Melbourne (2009), Stuttgart (2010), Hangzhou (2011), Madrid (2012), Düsseldorf (2012) etc., Städte darstellende Textilskulpturen, arrangiert in Reisekoffern, in denen Lautsprecher integriert sind, die typische Stadtgeräusche wiedergeben[1][2]
- 2003–2007: Weapon, Installation
- 2007: Collective Subconscious, Installation aus Minibus-Teilen und Textilien

## Auszeichnungen
- 2000: China Contemporary Art Award
- 2000: Unesco/Aschberg Bursary for artists